# El pirata (novela)
The Pirate, en español El pirata, es una novela escrita por Walter Scott en 1822. Está situada en la isla de Mainland, en las islas Shetland, Escocia, que Scott visitó en la primavera de 1814. Se publicó en 1822, un año después de la inauguración del faro de Sumburgh Head.

## Argumento
Murdaunt, el único hijo que tiene Mertoun, se embarcan rumbo a la isla de Mainland, para tener una nueva vida, pero Mertoun oculta su fantasmagórico pasado como 'capitán diablo', un malévolo pirata que navegaba por el océano Atlántico, saqueando barcos españoles y holandeses.
Al llegar a la isla, se estaciona en Bourg-Westra, la ciudad situada en la costa de la isla, y donde estaba el puerto principal.
Allí, se quedan unos días en la posada de la población. En el establecimiento, Murdaunt conoce a las hermanas Troil, hijas del encargado de la posada, y se convirtieron amigas del joven. Mientras, el capitán del buque en el que viajaban la familia, Nataliel, fue disparado por Mertoun ya que había revelado su trabajo cómo capitán diablo. Tras pensar que lo había matado, se marchó a una casa apartada del pueblo.
Mientras Norma, una experta en brujería, recogió el cuerpo de Nataliel y lo curó, hasta que sanó y se marchó de la isla.
Al día siguiente, hubo un naufragio, en la cual Murdaunt fue a ayudar a un superviviente, el Capitán Cleveland, y tras rescatarlo, lo llevó a casa de las hermanas Troil, donde lo acogieron. Tras unos días de reposo, Cleveland se enamora de Minna, una de las hermanas, y mantuvieron una relación. Entre tanto, Brenda, la otra hermana, se convierte en pareja con Murdaunt. Pero Brenda descubre un gran secreto: el capitán Cleveland era una pirata.
El día siguiente, una ballena se avistó a la costa de la isla y fueron marino de todo tipo para cazar al gran animal, aunque la ballena tiró a Murdaunt al agua, pero Cleveland logró rescatarlo. Le contó su secreto de que era pirata y se batieron por la noche, en la que ganó Cleveland, pero no logró matar a Murdaunt.
Entonces, Norma logra hacer que todos los protagonistas se dirijan a Kirkwall, dónde la guardia de la ciudad intenta capturar a Cleveland, pero huye. Entonces se embarca en el navío en el que venían Minna, Brenda y Murdaunt, pero fue apresado.
En el tribunal, Mertoun aclara de que Cleveland era su hijo, y que él había rescatado a las hijas del gobernador de Quempoa, y fue administrado como marino de guerra de la armada británica. Al final Murdaunt y Brenda se casan y Minna y Cleveland se convierten en una feliz pareja.